# Joanna Gleń
Joanna Gleń (ur. 19 lutego 1978 we Wrocławiu) – polska aktorka.

## Życiorys
W 2005 roku ukończyła studia na PWST we Wrocławiu. Znana głównie z roli Malwiny Brodzińskiej w serialu Barwy szczęścia.

## Filmografia
- 2005: Samo życie – jako doktor Malinowska, lekarz w prywatnej klinice medycznej
- 2005: Ugór – jako Anna
- 2005–2006: Tango z aniołem – jako Julia Traczyńska, żona Krzysztofa
- 2005: Fala zbrodni – jako Ewa, członkini sekty (odc. 44)
- 2006–2007, 2009–2010: M jak miłość – jako Karolina, koleżanka Hanki ze studiów
- 2006: Złotopolscy – jako kandydatka na asystentkę posła Biernackiego (odc. 798)
- 2006: Kryminalni – jako Natalia, opiekunka Krzysia (odc. 47)
- 2006: Daleko od noszy – jako Maria Teresa Łubicz, kuzynka ordynatora (odc. 81)
- 2007: Na dobre i na złe – jako Magda Maniewska (odc. 317)
- od 2007: Barwy szczęścia – jako Malwina Brodzińska
- 2008: Trzeci oficer – jako pielęgniarka (odc. 5 i 10)
- 2010: Hotel 52 – jako Hanna Kowalczyk (odc. 6)
- 2011: Licencja na wychowanie – jako przedszkolanka (odc. 98)
- 2012: Prawo Agaty – jako ciężarna pacjentka (odc. 18)
- 2014: Przyjaciółki – jako klientka sklepu Ani (odc. 45)
- 2015: Ojciec Mateusz – jako Krystyna (odc. 161)
- 2015: Na Wspólnej – jako Irmina Krasecka
- 2016: Na dobre i na złe – jako Marysia Poręba (odc. 641, 642)